# Astarte portlandica
Astarte portlandica is een tweekleppigensoort uit de familie van de Astartidae. De wetenschappelijke naam van de soort is voor het eerst geldig gepubliceerd in 1843 door Mighels.